# Беерс, Ян ван (поэт)
Ян ван Беерс или Берс (нидерл. Jan Van Beers; 22 февраля 1821, Антверпен, Нидерланды, — 14 ноября 1888, Антверпен, Бельгия) — бельгийский фламандский поэт.

## Биография
Родился в Бельгии, но благодаря своему творчеству на голландском языке более известен в Голландии, где его произведения печатаются чаще, чем на родине.
Трудовую карьеру начал как учитель голландского языка и литературы, сначала в Малине, позже в Лире, с 1860 года — преподаватель гимназии «Атенеум» в Антверпене, где он также работал библиотекарем общественной библиотеки.
Ян ван Беерс совместно с Яном Виллемсом, Хендриком Консьянсом и другими стоял у истоков Фламандского движения за автономию бельгийского региона Фландрии, в защиту голландского языка, фламандской культуры и истории.
В 1852 году составил и опубликовал «Голландскую грамматику», которая до нынешнего времени широко используется, а бельгийское правительство сделало его учебником в государственных школах страны.
Автор поэм на исторические темы (Jakob Van Maerlant; Амстердам, 1860), баллад и песен (Jongelingsdroomen («Сны юноши»). В конце жизни вышло собрание сочинений поэта, богато иллюстрированное его сыном художником Яном ван Беерсом.
Поэзия Беерса, полная света и пафоса, проста и экспрессивна, сродни произведениям Лонгфелло.

## Избранные произведения
- Jongelingsdromen (1853)
- De blinde (1854)
- Blik door een venster (1855)
- Lijkkrans voor Tollens (1856)
- Levensbeelden (1858)
- Jacob Van Maerlant (1860)
- Gevoel en leven (1869)
- Peter Benoit. De oorlog (1873)
- Het hoofdgebrek van ons middelbaar onderwijs (1879)
- Rijzende blaren (1884)
- Gedichten (1921)